# Boží přítomnost
Boží přítomnost, přítomnost Boha, vnitřní Bůh nebo prostě „přítomnost“ je pojem v náboženství, spiritualitě a teologii, který se zabývá schopností božství být „přítomno“ u lidí, někdy je spojován s všudypřítomností. 

## Konceptualizace
Tento pojem je společný mnoha náboženským tradicím, vyskytuje se v řadě nezávisle odvozených konceptualizací a každá z nich má kulturně odlišnou terminologii. Některé z různých relevantních pojmů a termínů jsou následující: 
- Imanence – obvykle se používá v monoteistických, panteistických, pandeistických nebo panenteistických vírách, aby naznačila, že duchovní svět prostupuje světským. Často se staví do kontrastu s transcendencí, kdy je božské vnímáno mimo hmotný svět.
- Vnitřní světlo – v různých náboženstvích přítomnost Boha jako „světla“. Náboženská společnost přátel, známá jako kvakeři, považuje tento pojem za základní víru.
- Božské světlo – aspekt božské přítomnosti s vlastnostmi osvícení: myšlení, intelekt, poznání, vhled, moudrost, bytí, božská láska.
- Numen – latinský výraz pro „přítomnost“, historicky používaný pro označení římského náboženského pojmu.
- Teofanie – zjevení božství člověku.[1]
- Vyšší vědomí – je vědomí vyššího Já, transcendentální reality nebo Boha.

## Abrahámovská náboženství

### Judaismus
- Anděl přítomnosti (מלאך הפנים‎) – bytost, která je různě považována za andělskou nebo je ztotožňována se samotným Bohem.
- Šechina (שְׁכִינָה‎) – příbytek nebo sídlo božské přítomnosti Boha a jeho kosmické slávy.

Izraelští mudrci ve svých spisech vyjadřují Boží přítomnost (šechina): 
Božská přítomnost nespočívá [na člověku] skrze smutek, ani skrze lenost, ani skrze žertování, ani skrze lehkomyslnost, ani skrze rozpustilost, ani skrze [spoustu] marnivých zálib, ale spíše skrze radostné plnění náboženských povinností.

### Křesťanství
Viz též: Christologie
- Immanuel – „Bůh s námi“ je biblický pojem, který se zabývá pojmem boží přítomnosti a křesťané ho často používají jako označení pro Ježíše.
- Vtělení (křesťanství) – Víra o druhé osobě Nejsvětější Trojice, známé také jako Bůh Syn nebo Logos (Slovo), která se „stala tělem“ tím, že byla počata v lůně Marie.

Křesťané obecně uznávají zvláštní přítomnost Krista v eucharistii, i když se liší v tom, jak, kde a kdy přesně je Kristus přítomen. Zatímco všichni se shodují na tom, že v jednotlivých částech nedochází k žádné znatelné změně, někteří věří, že se skutečně stávají tělem a krví Kristovou, jiní věří, že skutečné tělo a krev Kristovy jsou skutečně přítomny v chlebu a víně, s nimi a pod nimi, které zůstávají fyzicky nezměněny, další věří ve skutečnou, ale čistě duchovní přítomnost Krista v eucharistii, a ještě jiní považují tento akt pouze za symbolickou rekonstrukci Poslední večeře. 
- Transubstanciace – katolická svátostná nauka – katolický koncept Krista plně, skutečně a podstatně přítomného v eucharistii, přičemž fyzická podoba je podstatně nepřítomná.
- Konsubstanciace – křesťanská teologická doktrína – luteránské pojetí Krista „vlitého“ do druhů přijímání, přičemž tyto aspekty jsou stále podstatně přítomny.

### Islám (a súfismus)
Boží přítomnost je v islámu známá jako „hadra“ a lidská zkušenost s ní jako „hudur“.
Praxe v súfismu, které mají vyvolat Hudur, jej obvykle charakterizují jako „přítomnost srdce u Alláha“ („Hudur al-Qalb“). Mezi příklady takové praxe patří:
- Skupinový rituál Haḍra
- Muraqabah (مراقبة) (meditace) obecně
- Uvědomování si jemnohmotného těla Jism Latif skrze cvičení s Lataif-e-Sitta

## Indická náboženství
V hinduismu je avatárem zjevení nebo vtělení božství na Zemi.